# Punkt oporu Dąbrówka Wielka
Punkt oporu Dąbrówka Wielka – najstarszy odcinek Obszaru Warownego „Śląsk” położony na wzgórzu 304,7 przy drodze krajowej nr 94. Największy fragment tej pozycji obronnej znajduje się w granicach Piekar Śląskich – w dzielnicy Dąbrówka Wielka (12 budowli). Mniejszą część zajmują Siemianowice Śląskie oraz Chorzów. Do czasów obecnych zachowało się 17 obiektów: 
- 9 schronów bojowych (w tym 2 dwukondygnacyjne)
- 4 budowle pozorne
- 2 schrony przykoszarowe
- 2 schrony bierne

## Historia

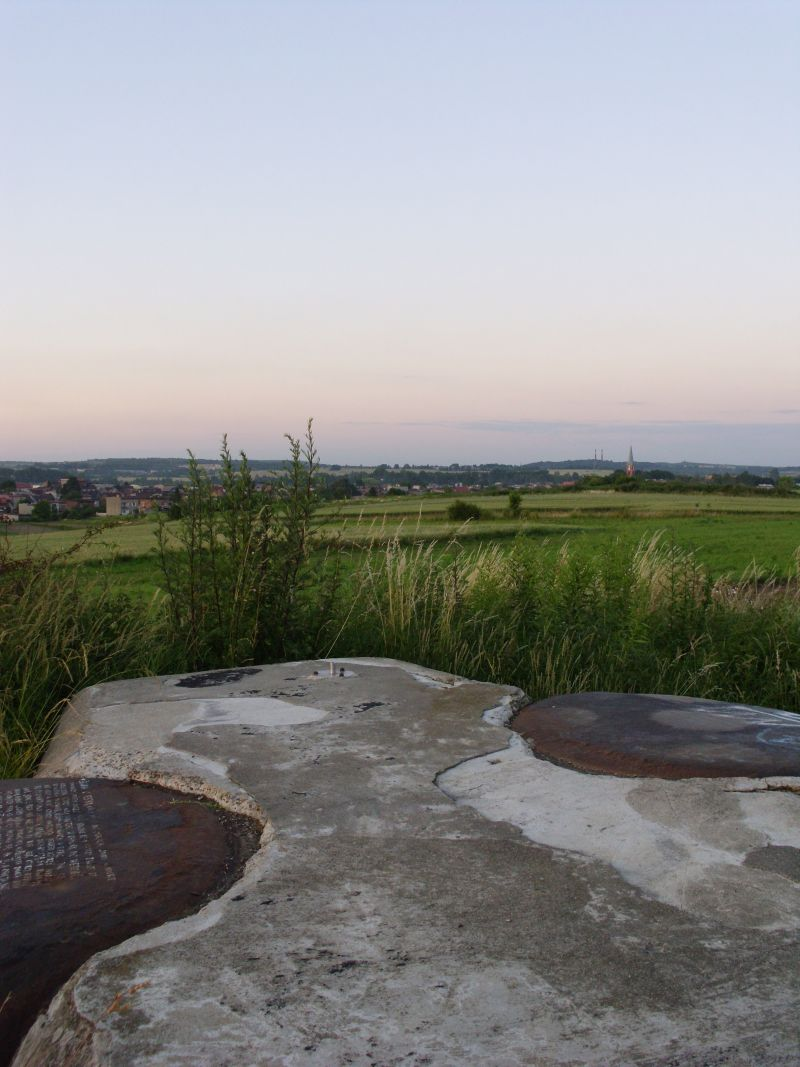
Nietypowy schron bojowy z dwiema półkopułami. Jedyna taka budowla forteczna Obszaru Warownego „Śląsk”. W tle widok na Dąbrówkę Wielką.

Jego budowę rozpoczęto jeszcze w 1933 roku, zaledwie 2 km od ówczesnej granicy z Niemcami. Zadaniem tych umocnień było zabezpieczenie przed atakiem niemieckim z mocno wysuniętego na wschód Bytomia. Fortyfikacje posiadały własne ceglane koszary, w których stacjonowała kompania forteczna „Dąbrówka” złożona z żołnierzy tarnogórskiego pułku piechoty oraz będzińskiego pułku artylerii. W świetle dotychczasowej wiedzy nie ma dowodów na udział tych umocnień w walkach podczas ostatniej wojny. Podobnie jak w całym OWŚ, załoga opuściła swoje pozycje w nocy z 2 na 3 września 1939 roku. Jedynym wojennym epizodem na tym terenie było skryte przedarcie się oddziału 
Freikorpsu luką między punktem oporu „Dąbrówka Wielka” a grupą bojową „Maciejkowice”. Celem niemieckich dywersantów była kopalnia „Michał” w Michałkowicach. Zajęty zakład został jednak szybko odzyskany przez stronę polską, przez wspomagający byłych powstańców śląskich oddział wojska polskiego.
Dwa obiekty wpisano do rejestru zabytków nieruchomych województwa śląskiego:
- schron bojowy położony na zachód od ul. Rozwojowej / na południe od ul. ks. Jana Frenzla w Siemianowicach Śląskich, stanowiący element Punktu Oporu „Wzgórze 304,7 - Dąbrówka Wielka” Obszaru Warownego „Śląsk”, zlokalizowany na działce ewidencyjnej nr 1110/9, obr. 32 (nr rej. A/852/2021 z 23 lipca 2021);
- ciężki schron bojowy położony na wschód od ul. Kluczborskiej w Chorzowie, stanowiący element Punktu Oporu „Wzgórze 304,7 - Dąbrówka Wielka” Obszaru Warownego „Śląsk” (nr rej. A/853/2021 z 23 lipca 2021)[1].